# Stenomacrus laricis
Stenomacrus laricis är en stekelart som först beskrevs av Alexander Henry Haliday 1838.  Stenomacrus laricis ingår i släktet Stenomacrus och familjen brokparasitsteklar. Arten är reproducerande i Sverige. Inga underarter finns listade i Catalogue of Life.